# الألعاب العالمية للشرطة والإطفائيين
الألعاب العالمية للشرطة والإطفائيين (بالإنجليزية World Police and Fire Games, WPFG) هي مسابقة متعددة الرياضات والمشاركة فيها مفتوحة للعاملين أو المتقاعدين في قوات الأمن (الشرطة والجمارك وحراس السجن)، أو مؤسسات مكافحة الحرائق (الإطفائيين) في جميع الدول. الألعاب هي فرع من الجامعة الرياضية للشرطة بكاليفورنيا (اتحاد شرطة كاليفورنيا الرياضي، (CPAF).
تعقد المسابقة كل سنتين وتتعدد الرياضات لتصل إلى 60 رياضة من ألعاب القوى إلى المصارعة مرورا بالبلياردو السباحة والركبي ومسابقة إطلاق النار بمسدس. عدد المشاركين في كل دورة هو حوالي 10,000، أقل بقليل من الألعاب الأولمبية الصيفية وأكثر من الألعاب الآسيوية.

## الدورات
تقام كل سنتين بدءا من 1985، واعتبارا من عام 1999 كل دورة تمتلك شعارها الخاص، ويوجد علم يمثل الألعاب كلها.
| الإصدار | عام  | مدينة                       | بلد              |
| ------- | ---- | --------------------------- | ---------------- |
| 1       | 1985 | سان خوسيه، كاليفورنيا       | الولايات المتحدة |
| 2       | 1987 | سان دييغو، كاليفورنيا       | الولايات المتحدة |
| 3       | 1989 | فانكوفر                     | كندا             |
| 4       | 1991 | ممفيس، تينيسي               | الولايات المتحدة |
| 5       | 1993 | كولورادو سبرينغس، كولورادو  | الولايات المتحدة |
| 6       | 1995 | ملبورن، ولاية فيكتوريا      | أستراليا         |
| 7       | 1997 | كالغاري، ألبرتا             | كندا             |
| 8       | 1999 | ستوكهولم                    | السويد           |
| 9       | 2001 | إنديانابوليس، إنديانا       | الولايات المتحدة |
| 10      | 2003 | برشلونة                     | إسبانيا          |
| 11      | 2005 | مدينة كيبك                  | كندا             |
| 12      | 2007 | أديلايد                     | أستراليا         |
| 13      | 2009 | برنابي، كولومبيا البريطانية | كندا             |
| 14      | 2011 | نيويورك                     | الولايات المتحدة |
| 15      | 2013 | بلفاست                      | المملكة المتحدة  |
| 16      | 2015 | مقاطعة فيرفاكس              | الولايات المتحدة |
| 17      | 2017 | لوس أنجلوس                  | الولايات المتحدة |
| 18      | 2019 | تشنغدو                      | الصين            |
| 19      | 2021 | روتردام                     | هولندا           |
| 20      | 2023 | وينيبيغ                     | كندا             |